# Djebel Akra
Pour les articles homonymes, voir Mont Casius.
Le djebel Akra, en arabe جبل الأقرع, en turc Cebel-i Akra ou Kel Dağı, est un sommet situé en Turquie près de la frontière avec la Syrie.
Dans l'Antiquité, c'était le Casius Oros ou Kasios Oros des Grecs anciens et le Casius mons des Romains.